# Lac Motion
«Lac Motion» es el primer sencillo solo del rapero Ca$his, después de su primer sencillo en el cual colaboró con los raperos Eminem, 50 Cent y Lloyd Banks miembro de G-Unit, "Lac Motion" es del álbum The County Hound EP, lanzado el 1 de septiembre de 2007, bajo Shady Records e Interscope, fue producido por Eminem.

## Video musical
El video musical de "Lac Motion" fue grabado en California, en el video aparece Cashis repentinamente manejando un "Low Rider" por la ciudad, y en las calles de la playa, a veces aparece enfrente de paredes con Graffittis, y también en los barrios de la ciudad, el video está hecho en blanco y negro.
- Datos: Q4405243